# 조선민주주의인민공화국 내각사무국
내각사무국(內閣事務局)은 조선민주주의인민공화국 내각 직속 기구로 총리와 부총리들의 업무를 보좌하고 내각 행정 사무를 총괄하는 행정 기관이다.

## 산하 조직
- 중공업부
- 농업부
- 경공업부
- 총무부
- 문서부
- 재정경리부

## 역대 내각사무국장
- 김영호 : 2005년 3월 ~ 2019년 8월
- 손영훈 : 2019년 8월 ~ 2021년 1월
- 김금철 : 2021년 1월 ~